# Arbetets frihet
Arbetets frihet var en dagstidning som började komma ut 10 oktober 1924 och var dagstidning till juli 1943 då den blev tidskrift till nedläggningen den 3 november 1967Tidningen hade ett utgivningsuppehåll från 1 januari 1927 till 4 mars 1927.Tidningen fullständig titel var hela tiden Arbetets Frihet.
Redaktionsort  var hela tiden i Sundsvall där organisationens huvudkontor låg. Tidningen hade en organisationsanknytning till Centralförbundet för arbetets frihet. 
Den politisk tendens anges av KB vara neutral i början sedan borgerlig neutral. Organisationen Arbetets frihet skildrades i boken  Arbetets frihet - Bolagslakej eller frihetsrörelse? av Peter Frändén 2013. Arbetets Frihet, som den hette, hade bildats i Bräcke 1923 som en strejkbrytarorganisation och skulle under det följande decenniet komma att engagera sig även på många områden i arbetslivet som till exempel vägarbeten, byggnadsarbeten, stuveriarbeten, lantarbeten och kommunala arbeten. Så skriver tidningen LT i sin recension av boken. Att en organisation som organiserade strejkbrytare med skulle vara neutral är ett falskt påstående- LT fortsätter: AF stod redan från början på en starkt konservativ grund, där man betonade individualism, personlig äganderätt, näringslivets frihet och nationalism och man riktade häftig kritik mot de socialistiska organisationerna.
| Period                 | Ansvarig utgivare     | Titel        | Kommentar               | Period                 | Redaktör             |
| 1924-09-13--1967-12-31 | Johansson, Carl Eugén | ombudsmannen | slutdatum okontrollerat | 1924-10-10--1926-12-31 | ingen uppgift        |
| 1924-09-13--1967-12-31 | Johansson, Carl Eugén | ombudsmannen | slutdatum okontrollerat | 1927-03-11--1939-06-09 | Zetterström, John V. |
| 1924-09-13--1967-12-31 | Johansson, Carl Eugén | ombudsmannen | slutdatum okontrollerat | 1939-06-22--1967-12-31 | ingen uppgift        |

Utgivningsrekvens var en gång veckan fredagar till 16 juli 1943 därefter blir den tidskrift med minskande utgivning. 2 per månad till 1955 och efter 1959 mindre än 1 nummer per månad. Periodisk bilaga var Skogarnas Annonsblad under 1924-1925.

## Tryckning
Förlaget hette Centralförbundet för arbetets frihet i Sundsvall till 31 dec 1941 och blev sedan Tidningsföreningen Arbetets frihet u.p.a i Sundsvall till 1967. Tidningen trycktes bara i svart färg med antikva som typsnitt och de stora satsytorna gav ett intryck av dagstidning. Satsytan var först stor 58x38 cm  men från 1942 i tabloidformat. Sidantal i tidningen var mestadels 4 sidor i början. 1948-1965 trycktes 8-12 sidor, som mot slutet minskade till 4 sidor igen. Priset för tidningen var 1 kr 1924 sedan 3,75 kr till 1951. 1952 till 1957 var priset 6 kr och det var som högst 10 kr 1965. Upplagan var runt 10 000 exemplar till 1952 och sedan finns inga uppgifter.
| Period                 | Tryckeri                             | Ort       |
| 1924-10-10--1925-10-02 | Tryckeriföreningen Medelpads dagblad | Sundsvall |
| 1925-10-09--1926-12-31 | Medelpads dagblad aktiebolag         | Sundsvall |
| 1927-03-11--1967-12-31 | Boktryckeriaktiebolaget              | Sundsvall |